# خداوردی‌لر
خداوردی‌لر (به لاتین: Xudaverdilər) یک منطقهٔ مسکونی در جمهوری آذربایجان است که در شهرستان شوشی واقع شده‌است.